# ديمونا
ديمونا (بالعبرية: דִּימוֹנָה، بالعربية: ديمونا)، هي مدينة تقع في صحراء النقب جنوب إسرائيل، ضمن المنطقة الجنوبية، وتحديدًا إلى الجنوب الشرقي من مدينة بئر السبع بحوالي 30 كيلومترًا، وعلى مسافة 35 كيلومترًا إلى الغرب من البحر الميت، فوق منطقة وادي عربة. بلغ عدد سكان المدينة 36,776 نسمة في عام 2022.
ويُوجد على بُعد نحو 13 كيلومترًا جنوب شرق المدينة مركز شمعون بيريز للأبحاث النووية في النقب، والذي يُعرف على نطاق واسع باسم مفاعل ديمونا.

## تاريخ
تُعد ديمونا إحدى مدن التطوير التي أُنشئت في خمسينيات القرن العشرين ضمن مشروع وطني قاده رئيس الوزراء الإسرائيلي الأول دافيد بن غوريون بهدف تشجيع الاستيطان في النقب. وُضع مخطط تأسيس المدينة عام 1953، وقد اختير موقعها بالقرب من مصانع البحر الميت، وأُسست رسميًا عام 1955. كانت أولى العائلات التي استقرت فيها مكوّنة من 36 عائلة يهودية مهاجرة من شمال إفريقيا، وقد بلغ عدد السكان آنذاك نحو 300 نسمة، وقام المهاجرون أنفسهم ببناء منازلهم. وقد شكّل المهاجرون المغاربة الغالبية، إلى جانب مهاجرين من اليمن وأوروبا الشرقية، بالإضافة إلى يهود "بني إسرائيل" القادمين من الهند.
مع انطلاق البرنامج النووي الإسرائيلي عام 1958، اختير موقع قريب من المدينة لإنشاء مركز الأبحاث النووية في النقب بفضل عزلته النسبية وتوفر السكن للكوادر. وفي أواخر الخمسينيات وأوائل الستينيات، توافدت موجات إضافية من المهاجرين الأوروبيين. وفي عام 1958 افتتح مصنع للنسيج، وفي العام ذاته تحوّلت ديمونا إلى مجلس محلي. وبحلول عام 1961، بلغ عدد سكانها 5,000 نسمة، واعتمد شعارها الرسمي في 2 مارس من العام نفسه، ثم طُبع على طابع بريد صدر في 24 مارس 1965. وفي عام 1969، أعلنت رسميًا كمدينة، ووصل عدد سكانها إلى نحو 23,700 نسمة بحلول عام 1971.
شهدت ديمونا خلال الثمانينيات تراجعًا سكانيًا تدريجيًا، إلا أنها عادت إلى النمو في التسعينيات بفضل استيعابها مهاجرين من دول الاتحاد السوفيتي السابق وإثيوبيا. واليوم تُصنف ديمونا كواحدة من أكبر ثلاث مدن في منطقة النقب، ويقارب عدد سكانها 34,000 نسمة. ومع التوسّع العمراني والنمو السكاني المتوقع في النقب، يُتوقع أن يتضاعف عدد سكانها ثلاث مرات بحلول عام 2025.

## السكان
تُوصف ديمونا بـ"الهند الصغيرة" من قبل الكثيرين، وذلك لاحتضانها جالية يهودية هندية يُقدّر عددها بنحو 7,500 شخص. كما تُعد المدينة موطنًا للجالية العبرية السوداء في إسرائيل، التي كانت تُدار سابقًا من قِبل مؤسسها وزعيمها الروحي، بن عمي بن إسرائيل، قبل وفاته. يبلغ عدد أفراد هذه الجالية نحو 3,000 شخص في ديمونا، إلى جانب عائلات أخرى موزعة في مدن عراد وميتسبيه رامون ومنطقة طبريا. وقد شكّل وضعهم القانوني في إسرائيل قضية مطروحة لسنوات طويلة، إلى أن بدأت تُحل تدريجيًا في مايو 1990، حين أُصدرت أولى تأشيرات الإقامة من نوع B/1، ثم تلتها الإقامة المؤقتة بعد عام. وفي أغسطس 2003، منحت وزارة الداخلية الإسرائيلية أفراد الجالية العبرية السوداء إقامة دائمة.

## الاقتصاد
في أوائل ثمانينيات القرن العشرين، هيمنت مصانع النسيج مثل شركة ديمونا على القطاع الصناعي في المدينة، لكن العديد من هذه المصانع أُغلقت مع مرور الوقت. من بين المنشآت الصناعية الحالية شركة ديمونا لصناعات السيليكا المحدودة، التي تنتج السيليكا المترسبة وكربونات الكالسيوم كمُضافات صناعية.
يعمل حوالي ثلث سكان ديمونا في المصانع والقطاعات الصناعية مثل المصانع الكيميائية القريبة من البحر الميت، بالإضافة إلى شركات التكنولوجيا الحديثة ومحلات النسيج، في حين يعمل ثلث آخر في قطاع الخدمات. ومع تبني تقنيات متطورة، فقد تم تسريح عدد كبير من العمال خلال السنوات الأخيرة، مما أدى إلى ارتفاع معدل البطالة إلى نحو 10%.
تلعب ديمونا دورًا مهمًا في التحول نحو الطاقة الشمسية في إسرائيل، حيث يضم مجمع روتم الصناعي خارج المدينة مجموعة كبيرة من المرايا الشمسية التي تركز أشعة الشمس على برج مركزي يعمل على تسخين غلاية ماء لإنتاج البخار، والذي يُشغل توربينات لتوليد الكهرباء. وتخطط شركة لوز 2 المحدودة لاستخدام هذا النظام لاختبار تقنيات جديدة ستُطبق في ثلاث محطات طاقة شمسية سيتم بناؤها في كاليفورنيا لصالح شركة باسيفيك غاز آند إلكتريك.

## الجغرافيا والمناخ
تقع مدينة ديمونا في صحراء النقب، ويبلغ ارتفاعها عن مستوى سطح البحر ما بين 550 و600 متر (حوالي 1,800 إلى 1,970 قدمًا).

### المناخ
تتمتع ديمونا بمناخ شبه جاف (حسب تصنيف كوبن للمناخ: BSh)، ويبلغ متوسط درجة الحرارة السنوية نحو 18.5 درجة مئوية (65.3 درجة فهرنهايت). كما يبلغ متوسط كمية الأمطار السنوية حوالي 213 ملم (8.39 بوصة).
| البيانات المناخية لـديمونا        | البيانات المناخية لـديمونا | البيانات المناخية لـديمونا | البيانات المناخية لـديمونا | البيانات المناخية لـديمونا | البيانات المناخية لـديمونا | البيانات المناخية لـديمونا | البيانات المناخية لـديمونا | البيانات المناخية لـديمونا | البيانات المناخية لـديمونا | البيانات المناخية لـديمونا | البيانات المناخية لـديمونا | البيانات المناخية لـديمونا | البيانات المناخية لـديمونا |
| الشهر                             | يناير                      | فبراير                     | مارس                       | أبريل                      | مايو                       | يونيو                      | يوليو                      | أغسطس                      | سبتمبر                     | أكتوبر                     | نوفمبر                     | ديسمبر                     | المعدل السنوي              |
| --------------------------------- | -------------------------- | -------------------------- | -------------------------- | -------------------------- | -------------------------- | -------------------------- | -------------------------- | -------------------------- | -------------------------- | -------------------------- | -------------------------- | -------------------------- | -------------------------- |
| متوسط درجة الحرارة الكبرى °م (°ف) | 15.1 (59.2)                | 16.6 (61.9)                | 19.7 (67.5)                | 23.7 (74.7)                | 28.2 (82.8)                | 30.9 (87.6)                | 31.9 (89.4)                | 32 (90)                    | 30 (86)                    | 27.5 (81.5)                | 22.3 (72.1)                | 16.8 (62.2)                | 24.6 (76.2)                |
| المتوسط اليومي °م (°ف)            | 10.4 (50.7)                | 11.6 (52.9)                | 14 (57)                    | 17.4 (63.3)                | 21.1 (70.0)                | 23.7 (74.7)                | 25 (77)                    | 25.2 (77.4)                | 23.5 (74.3)                | 21 (70)                    | 16.7 (62.1)                | 12 (54)                    | 18.5 (65.3)                |
| متوسط درجة الحرارة الصغرى °م (°ف) | 5.8 (42.4)                 | 6.6 (43.9)                 | 8.4 (47.1)                 | 11.1 (52.0)                | 14.1 (57.4)                | 16.5 (61.7)                | 18.2 (64.8)                | 18.5 (65.3)                | 17.1 (62.8)                | 14.6 (58.3)                | 11.1 (52.0)                | 7.3 (45.1)                 | 12.4 (54.4)                |
| الهطول مم (إنش)                   | 47 (1.9)                   | 42 (1.7)                   | 39 (1.5)                   | 11 (0.4)                   | 3 (0.1)                    | 0 (0)                      | 0 (0)                      | 0 (0)                      | 0 (0)                      | 4 (0.2)                    | 24 (0.9)                   | 43 (1.7)                   | 213 (8.4)                  |
| المصدر:                           |                            |                            |                            |                            |                            |                            |                            |                            |                            |                            |                            |                            |                            |

## أعلام
- جاك أمير (1933–2011): عضو سابق في الكنيست الإسرائيلي.
- بن عمي بن إسرائيل (1939–2014): الزعيم الروحي لجماعة العبرانيين الأفارقة في القدس.
- مئير كوهين (من مواليد 1955): وزير الرفاه والخدمات الاجتماعية وعضو في الكنيست.
- يؤيل ستريك (من مواليد 1966): لواء احتياط في جيش الدفاع الإسرائيلي.
- كفير إدري (من مواليد 1976): لاعب كرة قدم سابق.
- يؤسي بنعيون (من مواليد 1980): لاعب كرة قدم دولي سابق.
- لوسي أهريش (من مواليد 1981): مقدمة أخبار ومراسلة ومقدمة برامج تلفزيونية.
- أكيفا تورغمان (من مواليد 1991): مغنٍ وكاتب أغاني.